# Раймонд Моуді
Раймонд Моуді або правильніше Ре́ймонд Му́ді (англ. Raymond Moody; нар. 30 червня 1944, м. Портердейл, штат Джорджія) — американський психолог та лікар. Найбільш відомий завдяки своїм книгам про життя після смерті. Найвідоміша його книга — «Життя після життя».
Вивчав філософію в Університеті Вірджинії, де послідовно здобув ступені бакалавра, магістра та доктора філософії з цієї спеціальності. Він також здобув ступінь доктора філософії та психології від Західного Коледжу Джорджії, де згодом став професором по цій темі. У 1976 здобув ступінь доктора медицини (M.D.) від Медичного Коледжу Джорджії. У 1998 Моуді проводив дослідження в Університеті Невади, Лас-Вегаса, а потім працював судовим психіатром у тюремній лікарні суворого режиму штату Джорджії.
Він був одним з перших дослідників цієї теми, та описав переживання приблизно 150 людей, які пережили клінічну смерть.
Останнім часом проживає в Алабамі.